# Processo legislativo brasileiro

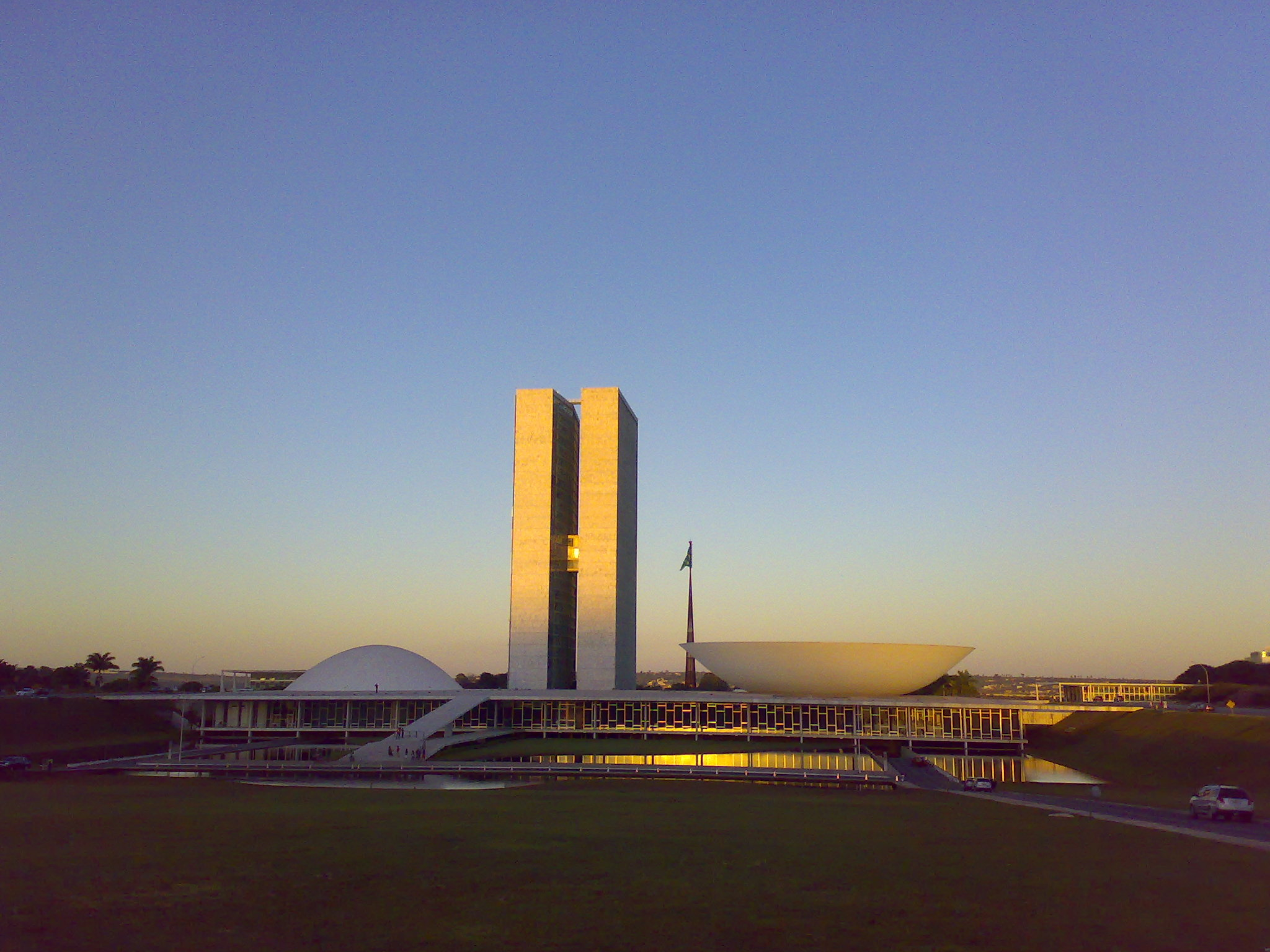
Congresso Nacional do Brasil.

Processo Legislativo brasileiro é a sucessão de atos realizados para a produção das leis em geral. O conteúdo, a forma e a sequência desses atos obedecem a regras próprias, ditadas pela Constituição Federal - CF/88, por leis e regimentos especificados conforme o nível de competência normativo.
Na produção das leis federais, as regras são ditadas pela CF/88, pela Lei Complementar nº 95/1998, pelos Regimentos Internos da Câmara dos deputados e do Senado Federal e pelo Regimento Comum das duas Casas. Enquanto a CF/88 dita regras de âmbito geral (iniciativa, quorum, trâmite, sanção e veto), os regimentos internos disciplinam os demais detalhes do processo legislativo (trabalho das comissões, prazos para emendamento, emissão de pareceres, regras de votação e destaques). A Lei Complementar nº 95, de 26 de fevereiro de 1998, regulamenta o artigo 59, parágrafo único da CF/88,  que dispõe sobre a elaboração, redação, a alteração e a consolidação das leis, cujas normas e diretrizes são estabelecidas pelo Decreto n° 4.176, de 28 de março de 2002.
As normas jurídicas produzidas de acordo com as regras do processo legislativo são as enumeradas no artigo 59 da CF/88: emendas à constituição, leis complementares, leis ordinárias, leis delegadas, medidas provisórias, decretos legislativos e resoluções.

## Trabalhos legislativos
Os trabalhos legislativos são realizados no períodos de quatro anos, duração correspondente ao mandato parlamentar, sendo esse período divido por "sessões legislativas" com duração de um ano cada, que constituem o calendário anual das atividades no Congresso Nacional.
O período legislativo é de 2 de fevereiro a 17 de julho, quando ocorre o recesso parlamentar; e de 1º de agosto a 22 de dezembro (de acordo com a EC que modifica o art. 57, caput, da CF) Fora desse período, o Congresso Nacional reunir-se-á por convocação extraordinária, denominada de "sessão legislativa extraordinária", com pauta específica para os trabalhos que justifique a convocação. As sessões legislativas ordinárias são anuais e não se confundem com as sessões ordinárias da Câmara dos Deputados, que ocorrem por determinação de Regimento Interno e correspondem a cada uma das reuniões em Plenário da Casa, realizadas uma vez por dia - de segunda a sexta-feira. Exceção a esta norma regimental é a prorrogação do primeiro período da sessão legislativa ordinária, quando em 30 de junho não tiver sido votada a Lei de Diretrizes Orçamentárias (LDO) encaminhada pelo Poder Executivo ao Congresso Nacional.

## Processo legislativo bicameral

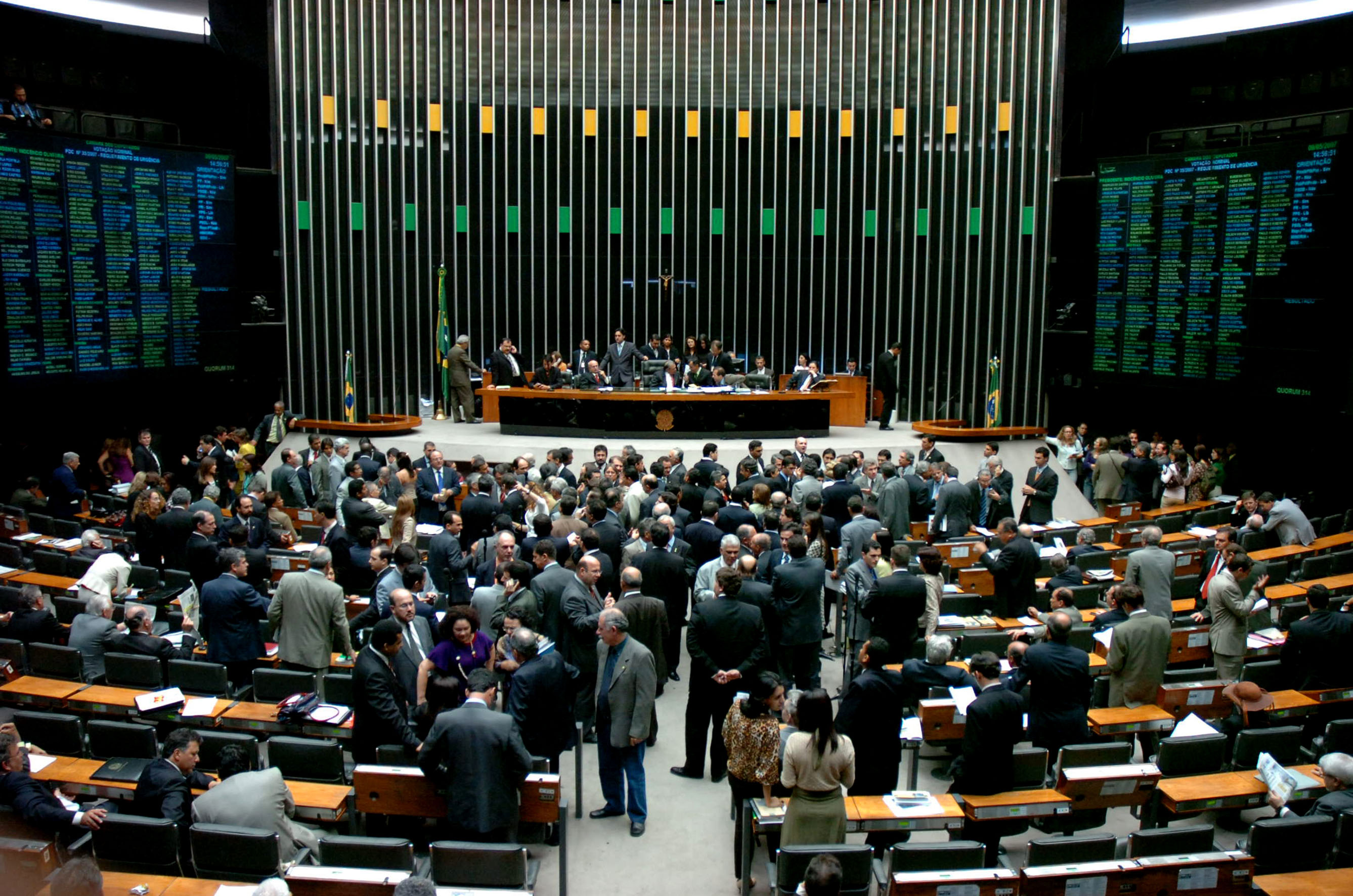
Plenário da Câmara dos Deputados, a câmara baixa.

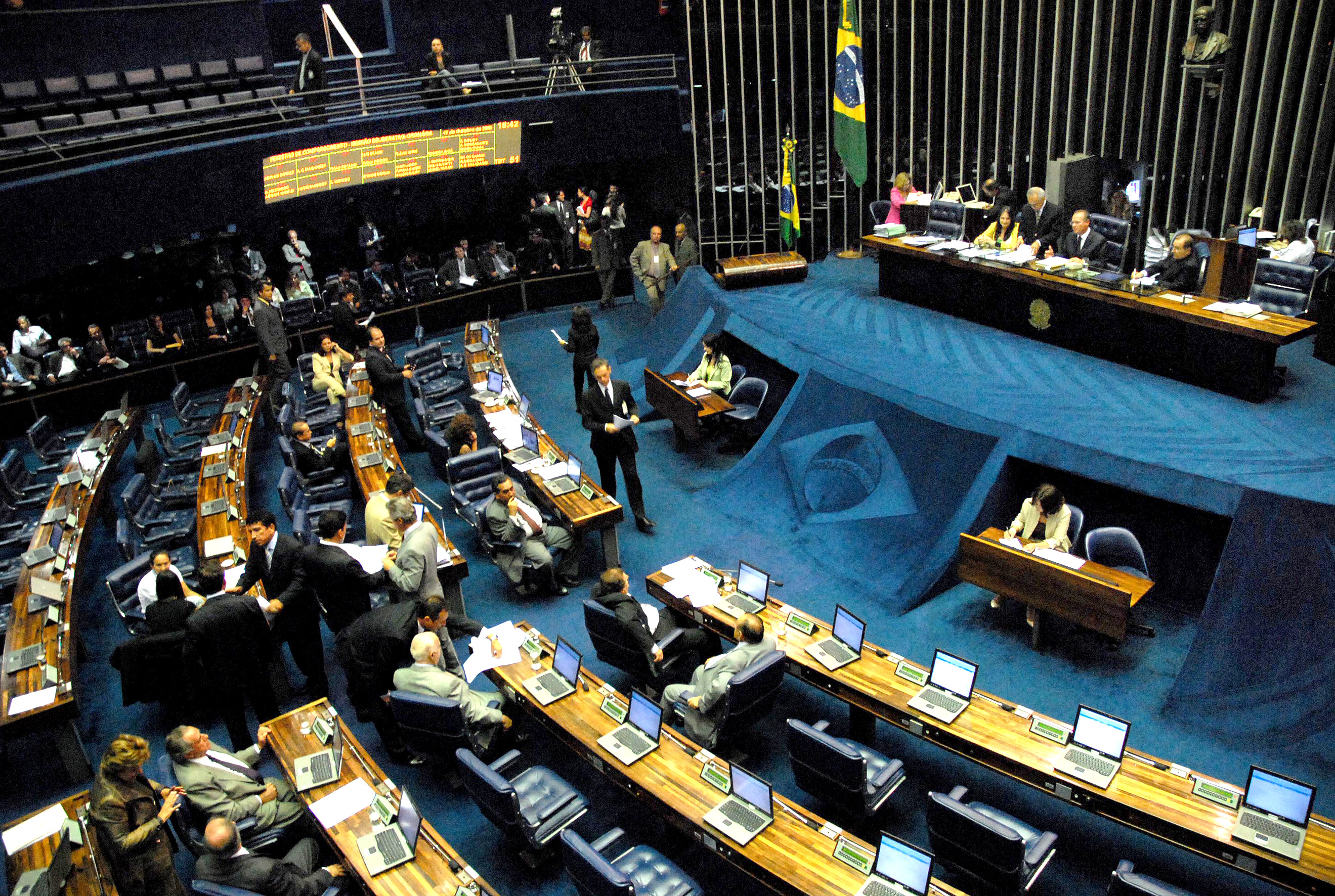
Plenário do Senado Federal, a câmara alta.

O Processo Legislativo brasileiro é bicameral, pois envolve a manifestação de vontade de duas câmaras legislativas para a produção das normas jurídicas. As normas que se submetem a esse procedimento são as emendas à Constituição Federal, as leis federais complementares, ordinárias e delegadas, as medidas provisórias, os decretos legislativos federais e as resoluções comuns das duas casas do Congresso Nacional. Todas essas normas são apreciadas pelas duas Casas, em conjunto ou separadamente.
Cada uma das duas casas do Congresso Nacional  – Câmara e Senado – são independentes entre si e produzem os atos de sua competência conforme as regras dos respectivos regimentos internos. No entanto, há regras definidas na Constituição Federal de 1988 para as disposições comuns do processo legislativo que obrigam as ambas as casas, visando similaridade de tratamento às proposições que tramitam entre elas. No caso de projeto de lei, para exemplificar, o rito mais comum do procedimento legislativo bicameral ocorre, em linhas gerais, quando um projeto é aprovado em uma delas ("casa iniciadora") e encaminhado, em autógrafos, à outra ("casa revisora"). A casa revisora poderá rejeitá-lo, aprová-lo na íntegra, ou aprová-lo com emendas. Se rejeitado, o projeto será arquivado. Se aprovado integralmente, será encaminhado à promulgação e, se se tratar de matéria de competência exclusiva do Congresso Nacional, ou dependente de sanção ou veto do Poder Executivo, ao Presidente de República. Já no último caso, se aprovado com emendas, o projeto retorna à casa iniciadora, para que ela aprecie essas emendas.

### Matérias sujeitas à apreciação conjunta
Existem projetos que tramitam conjuntamente nas duas Casas. São os relativos às leis orçamentárias - Plano Plurianual, Lei de Diretrizes Orçamentárias, Lei Orçamentária Anual e suas alterações e as Medidas Provisórias editadas pelo Poder Executivo. Além disso, ainda submetem-se a deliberação das duas Casas, em sessão conjunta, os vetos presidenciais a projetos de lei e a prestação de contas do Presidente da República que, após parecer prévio do Tribunal de Contas da União (TCU), será apreciada pela Comissão Mista de Planos, orçamentos Públicos e Fiscalização do Congresso Nacional.
Quando há exigência constitucional de apreciação conjunta de uma matéria pelas duas Casas do Congresso Nacional, a tramitação da matéria exigirá a formação de comissões mistas de deputados e senadores para elaboração dos respectivos pareceres, e sessão conjunta das duas Casas em sessão para a deliberação final.

## Sessões Preparatórias
As sessões preparatórias são realizadas em cada uma das Casas pelo Plenário exclusivamente para a posse dos respectivos membros (deputados e senadores) - a partir de 1º de fevereiro do primeiro ano de cada legislatura, e para a eleição das respectivas Mesas (Art.57,§4º,CF/88), com o mandato dos membros é renovado a cada biênio, no primeiro e terceiro ano de cada legislatura.
Para a eleição da Mesa, o quorum de presença exigido para a realização da sessão preparatória é de no mínimo maioria absoluta de deputados.
As regras gerais para a eleição da mesa são:
- O direito ao registro para candidato a cargo da Mesa obedece ao princípio da proporcionalidade partidária.[nota 2]
- O número de cargos da Mesa por cada partido é determinado por critérios matemáticos, devendo a composição partidária da Mesa ser, tanto quanto possível, proporcional à da Casa[3].
- A distribuição dos cargos da Mesa entre os parlamentares  poderá ser fruto de acordo de lideranças ou por divisão numérica.
- Os candidatos podem requerer registro de candidatura à Mesa independentemente de indicação partidária, em disputa de cargo distribuído à sua bancada. Também podem ser indicados por lideranças ou pelos respectivos partidos.
- O registro pode ser feito individualmente ou por chapa.
- O candidato que receber maioria absoluta dos votos é eleito para cada cargo. Caso nenhum parlamentar alcance esse número, será realizada nova eleição para aquele cargo, ao qual concorrerão os dois candidatos mais votados na primeira eleição.
- A apuração dos votos para Presidente precede a apuração dos votos para os demais cargos.

## Órgãos da Câmara dos Deputados
São órgãos da Câmara dos Deputados: Mesa; Colégio de Líderes; Procuradoria Especial da Mulher; Procuradoria Parlamentar; Ouvidoria Parlamentar; Conselho de Ética e Decoro Parlamentar; e Comissões. 
A Mesa é o órgão de direção dos trabalhos e é composta por sete membros titulares: um presidente, dois vice-presidentes e quatro secretários e suplentes.   
As comissões são órgãos de caráter eminentemente técnico, co-partícipes do processo legislativo e das atividades de fiscalização e controle da administração pública. São permanentes quando integram a estrutura institucional da Casa Legislativa e são especializadas em assuntos determinados por campo temático ou área de atividade. As comissões temporárias são criadas exclusivamente para o cumprimento de determinada tarefa. Podem ocorrer na forma de comissão de inquérito, comissão especial ou comissão externa.
O Colégio de Líderes é um órgão decisório,integrado por todas as lideranças partidárias, além do líder governamental. Suas decisões são tomadas pelo consenso de seus membros ou, quando isso não é possível, pela maioria absoluta de votos.
A Procuradoria Parlamentar é o órgão da Câmara destinado a promover, em colaboração com a Mesa, a defesa da Casa, de seus órgãos e de seus membros perante a sociedade. A Procuradoria Parlamentar tem autonomia para gerir publicidade reparadora em casos de veiculação de matéria ofensiva à imagem da Câmara e de seus membros, porém, depende da atuação do Ministério Público para a promoção de medidas judiciais ou extrajudiciais de reparação. Os membros da Procuradoria são nomeados pelo Presidente da Casa para mandato de dois anos.

## Proposições
Proposição é toda matéria submetida à deliberação da Casa Legislativa: Proposta de Emenda à Constituição (PEC), projeto, emenda, indicação, requerimento, parecer, recurso e proposta de fiscalização e controle. A prerrogativa da apresentação depende da espécie da proposição. As PECs, por exemplo, só podem ser apresentadas por, no mínimo, um terço do total de Deputados; pelo Presidente da República; por mais da metade das Assembleias Legislativas das unidades da Federação, devendo cada uma delas, ter-se manifestado pela maioria de seus membros; pelo Senado Federal.

## Fases

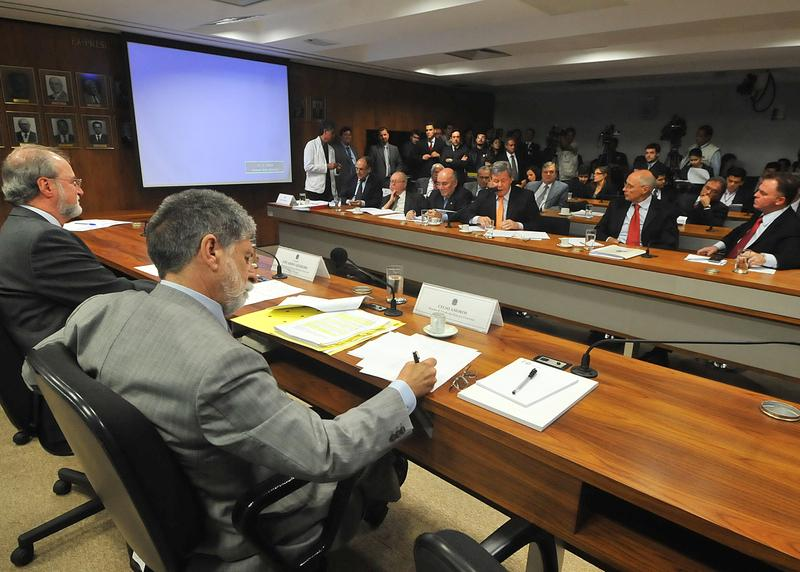
Projetos de lei são discutidos por comissões temáticas antes de serem votados em plenário.

São seis as etapas ou fases do processo legislativo brasileiro: iniciativa, discussão, deliberação (ou votação), sanção ou veto, promulgação, publicação. Alguns autores também dividem o processo em três fases: introdutória, constitutiva e complementar.
- Iniciativa - trata das pessoas que podem propor leis, são elas, qualquer deputado, qualquer senador, qualquer comissão da Câmara, do Senado ou do Congresso, o Presidente da República, o Procurador Geral da República, o Supremo Tribunal Federal, os tribunais superiores e o povo obedecidas as regras da iniciativa popular. Algumas matérias são de propositura exclusiva do presidente da República, do judiciário, do Ministério Público, etc. geralmente referem-se a questões administrativas.

- Discussão - a discussão passa por três etapas:

1. Comissão de Constituição e Justiça para se verificar a constitucionalidade da proposição..
2. uma ou mais comissões temáticas cujo papel é verificar a conveniência e a oportunidade da lei.
3. discussão em plenário.

- Deliberação (ou votação) - No plenário, é exigido a presença mínima da maioria absoluta dos membros da respectiva casa. Sem quorum específico, é necessário apenas a aprovação pela maioria dos presentes, apenas leis complementares (maioria absoluta) e emendas constitucionais (três quintos) possuem quorum específico. Caso seja rejeitado, o projeto de lei é arquivado, caso seja aprovado, ele é enviado à casa revisora que passará pelo mesmo processo anterior. Sendo rejeitado, o projeto só poderá ser reapresentado na próxima sessão (ano) legislativa. Caso o projeto seja emendado na casa revisora, ele é mandado de volta à casa iniciadora para apreciar apenas a parte emendada.

- Sanção ou veto - A sanção pode ser expressa ou tácita, é expressa quando o próprio presidente sanciona a lei, é tácita quando o presidente não se pronuncia em até 15 dias úteis (ela é automaticamente sancionada). O veto pode ser total ou parcial, caso seja vetado o projeto de lei volta a ser apreciado por uma sessão específica do congresso, que deverá ser conjunta. Caso o veto seja derrubado, o projeto deverá ser promulgado pelo presidente.

- Promulgação - É como um atestado de que a lei foi aprovada pelas etapas anteriores. Nesta etapa, o projeto de lei passa definitivamente a ser executado como lei, passando a vigorar após a publicação.

- Publicação - Esta é a última fase da elaboração da lei. É o modo estabelecido para possibilitar que todos tenham conhecimento sobre o mesmo. Ninguém pode alegar desconhecimento da lei para não cumpri-la.